# Рудницька Оксана Петрівна
Окса́на Петрі́вна Рудни́цька (нар. 1 січня 1946, Київ — 13 червня 2002, Київ) — педагог, доктор педагогічних наук (1994), професор (1995), відмінник освіти України. Дочка П. Рудницького.

## Біографічні дані
Народилася 1 січня 1946 року в Києві.
У 1970 році закінчила Київську консерваторію. 
З 1970 по 2002 рік працювала  у Національному педагогічному університеті: з 1995 — завідувач кафедри гри на музичних інструментах; за сумісництвом з 1995 по 2002 — завідувач лабораторії мистецької освіти Інституту педагогіки і психології професійної освіти АПНУ. 
Померла 13 червня 2002 року в Києві.

## Наукова робота
Обґрунтувала методологічні, методичні й теоретичні засади мистецької освіти як самостійної галузі професійної освіти, визначила пріоритети її розвитку в умовах зміни освітньої парадигми та соціокультурної динаміки 21 сторіччя, описала вплив мистецтва на формування особистості в контексті модернізації та глобалізації культурно-освітніх процесів у світі.
Авторка 200 наукових праць, серед яких 15 монографій, навчальних та навчально-методичних посібників; 9 навчальних програм та методичних рекомендацій, наукові статті у журналах та збірниках наукових праць, матеріалах конференцій тощо. За навчальний посібник «Педагогіка: загальна та мистецька» у 2003 році посмертно удостоєна Першої премії АПН України у номінації «За кращу науково-методичну роботу для вчителів, викладачів», диплом першого ступеня.

### Основні праці
За ЕСУ:
- Основи педагогічних досліджень: навч. посіб. — К., 1998 (співавтор);
- Музика і культура особистості: проблеми сучасної педагогічної освіти: навч. посіб. — К., 1998;
- Основи викладання мистецьких дисциплін: навч. посіб. — К., 1998;
- Українське мистецтво у полікультурному просторі: навч. посіб. — К., 2000;
- Педагогіка. Загальна та мистецька: навч. посіб. — Т., 2005[1].

## Вшанування пам'яті
З 2002 року щорічно, на початку грудня проводять «Міжнародні мистецько-педагогічні читання пам’яті професора О. П. Рудницької». У них беруть участь науковці й освітяни з різних регіонів України, представники зарубіжних університетів і наукових інституцій, аспіранти з інших країн, які досліджують зарубіжний досвід теорії і практики мистецької освіти тощо.